# Unione Sportiva Sanremese 1941-1942
Questa pagina raccoglie i dati riguardanti l'Unione Sportiva Sanremese nelle competizioni ufficiali della stagione 1941-1942.

## Rosa
| N. |                   | Ruolo | Calciatore              |
| -- | ----------------- | ----- | ----------------------- |
|    | Italia (bandiera) | P     | Giuseppe Aicardi        |
|    | Italia (bandiera) | A     | Emilio Albiosi          |
|    | Italia (bandiera) | D     | Sauro Ascheri           |
|    | Italia (bandiera) | A     | M. Bianco               |
|    | Italia (bandiera) | A     | F. Bonati               |
|    | Italia (bandiera) | D     | Virginio Cavalleri      |
|    | Italia (bandiera) | D     | C. Cerioli              |
|    | Italia (bandiera) | P     | I. Giacco               |
|    | Italia (bandiera) | C     | Fortunato Grammatica    |
|    | Italia (bandiera) | A     | Elvezio Granata         |
|    | Italia (bandiera) | C     | Giovan Battista Martini |

| N. |                   | Ruolo | Calciatore           |
| -- | ----------------- | ----- | -------------------- |
|    | Italia (bandiera) | C     | A. Monza             |
|    | Italia (bandiera) | D     | Giuseppe Pellegrini  |
|    | Italia (bandiera) | C     | Mario Rapozzi        |
|    | Italia (bandiera) | A     | G. Secco             |
|    | Italia (bandiera) | D     | Giovanni Sciollo     |
|    | Italia (bandiera) | C     | Luigi Tornaghi       |
|    | Italia (bandiera) | A     | Mario Ventimiglia    |
|    | Italia (bandiera) | D     | Antonino Vignola     |
|    | Italia (bandiera) | P     | Alessandro Von Mayer |
|    | Italia (bandiera) | A     | Adriano Zecca        |